# Gennaro Pardo
Gennaro Pardo (* 12. April 1865 in Castelvetrano; † 4. September 1927 ebenda) war ein italienischer Maler auf Sizilien.

## Leben
Pardo studierte 1884 Jura an der Universität Palermo, wo er sich mit dem Maler Francesco Lojacono anfreundete. Dieser ermutigte Pardo, sich der Malerei zuzuwenden. Nach Abschluss des Jurastudiums im Jahr 1890 ging er als Soldat nach Neapel, wo er anschließend am Istituto di Belle Arti unter Domenico Morelli und Filippo Palizzi figürliche Malerei studierte. Die Landschaftsmalerei erlernte er in Palermo bei Lojacono. 1898 kam er zurück in seine Heimatstadt und schuf von 1900 bis 1901 Fresken in der Chiesa di San Giovanni Battista. Es folgten Arbeiten in der Umgebung von Trapani.
Neben der Freskenmalerei in Kirchen und Historienbildern für öffentliche Gebäude malte er Porträts, Landschaften, Marinestücke und Stillleben oder gestaltete Kulissen für das Theater seiner Heimatstadt.

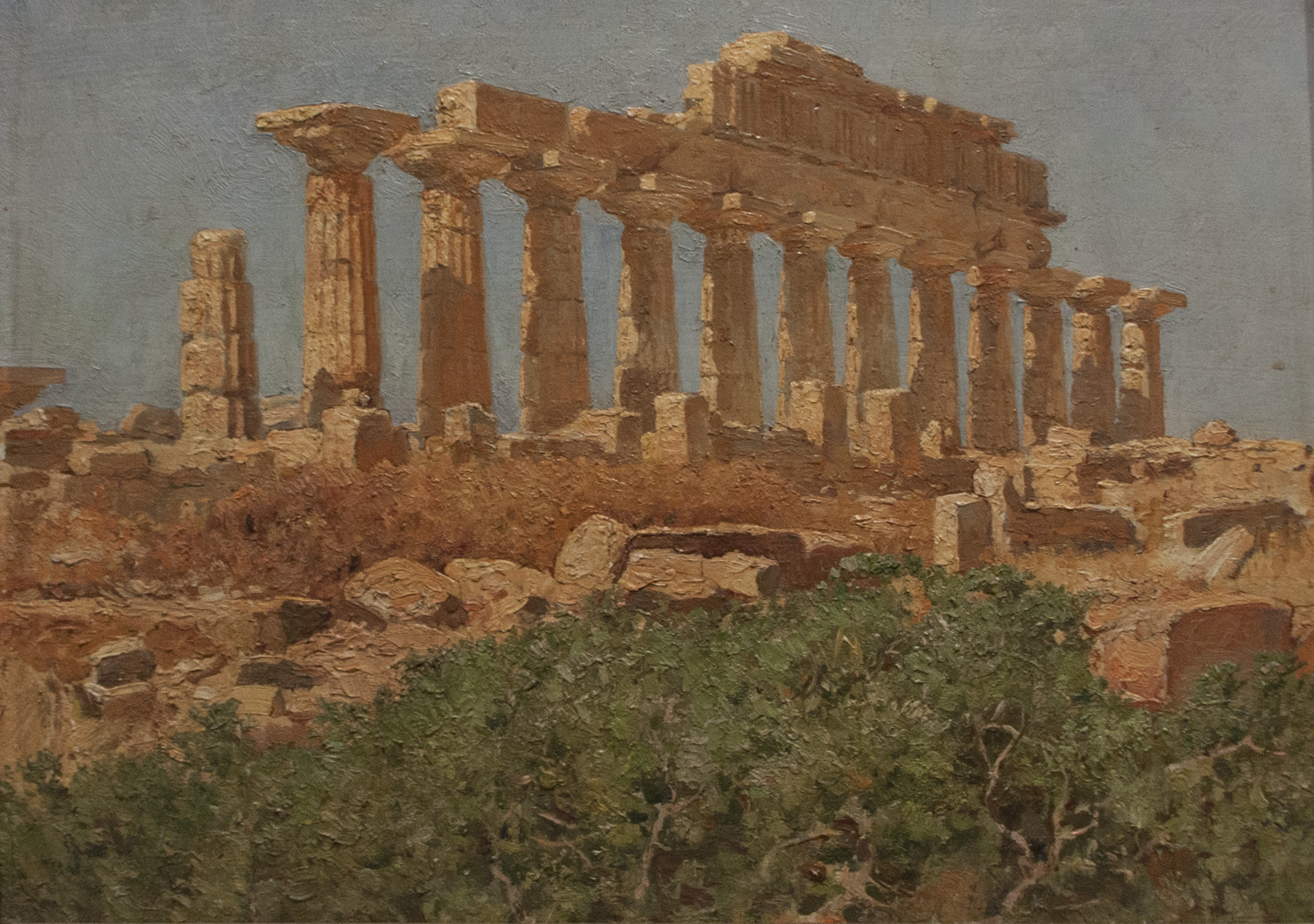
Tempelruinen in Selinunt

Mehrere seiner Werke wurden in Ausstellungen neben Bildern von Salvator Rosa gezeigt. 1904 stellte er ein Aquarell mit einer sizilianischen Landschaft aus, 1911 die Ruinen der antiken Tempel in Selinunt. 1958 widmete ihm Castelvetrano eine Gedächtnisausstellung (Kurator: Benedetto Patera; mit Katalog).

## Werke (Auswahl)
- Chiesa di San Giovanni Battista (Castelvetrano): Wandfresko Johannes der Täufer im Kerker (1902–1904)[2]
- Teatro Selinus (Castelvetrano – Selinunte): Bemalter Theatervorhang[3]
- Vaso di Pandora (Sala Consiliare del Comune, Castelvetrano)
- Madonna dei peccatori (Chiesa di San Bartolomeo, Castelvetrano)[4]
- Galleria d’Arte Moderna (Palermo): Gemälde  L’Heraion di Selinunte (1920/21),  Le Colonne rialzate del Tempio C di Selinunte (von 1927) und Graditana (um 1925)
- Palazzo Brignole Durazzo (Genua): Ausstellung Dezember 2007 mit dem Gemälde Stillleben mit Fischen